# Law & Order: Criminal Intent (seizoen 4)
Dit artikel vat het vierde seizoen van Law & Order: Criminal Intent samen.

## Hoofdrollen
- Vincent D'Onofrio - rechercheur Robert Goren
- Kathryn Erbe - rechercheur Alexandra Eames
- Jamey Sheridan - hoofd recherche James Deakins
- Courtney B. Vance - assistent-officier van justitie Ron Carver

## Terugkerende rollen
- Leslie Hendrix - dr. Elizabeth Rodgers

## Afleveringen
| Nr. | Aflevering | Titel                     | Regisseur            | Schrijver(s)                            | Selectie gastrollen | Uitzenddatum      |  |
| --- | ---------- | ------------------------- | -------------------- | --------------------------------------- | --- | ----------------- |  |
| 67 | 1          | Semi-Detached             | Frank Prinzi         | Gerry Conway René Balcer                | Francie Swift - Nelda Carlson Brian Haley - Barry Carlson Tatum O'Neal - Kelly Garnett Fisher Stevens - MeRay Garnett J.C. MacKenzie - Lenny Lev Gorn - mr. Gregorian                                                                | 26 september 2004 |  |
| Wanneer een radiopresentator, die graag choqueert, en zijn verzorger dood worden gevonden gaan Goren en Eames op onderzoek uit. Op het eerste gezicht lijkt het erop dat de presentator zelfmoord heeft gepleegd, maar verder onderzoek leidt hen naar een psychiatrisch verpleegster met een obsessie voor haar ex-man. Het blijkt dat zij onder een alias de presentator met seksueel getinte telefoontjes bestookte in de wetenschap dat haar ex-man naar zijn programma luisterde. Toen de presentator haar niet langer te woord wilde staan onder druk van diens superieuren (het uitzenden van seksuele boodschappen zou kunnen leiden tot intrekken van de zendvergunning) kwam hij daarmee tussen haar en haar ex-man en moest daarom dood. Omdat de presentator ook patient was in haar kliniek wist ze welke antidepressiva hij slikte; door deze voor placebo´s om te wisselen wist ze dat de depressies zouden terugkomen en hem tot zelfmoord zouden drijven. |            |                           |                      |                                         | |                   |  |
| 68 | 2          | The Posthumous Collection | Jean de Segonzac     | René Balcer Marlane Meyer               | Glenn Fitzgerald - Spencer Farnell Caroline Lagerfelt - Hannah Heltman Rob Campbell - Daniel Heltman Sam Tsoutsouvas - Gerhardt Heltman Kristin Rohde - Doris Mitchell                                                               | 3 oktober 2004    |  |
| Wanneer een beroemde fotograaf vermoord wordt gevonden gaan Goren en Eames op onderzoek uit. Het onderzoek leidt hen naar een medewerker aan het laatste project van de fotograaf. Deze persoon wilde demonen uit zijn verleden op een artistieke manier uitdrijven, maar op een manier waar de fotograaf het niet mee eens was. De medewerker had meisjes uitgekozen en vermoord omdat ze op zijn gewelddadige familieleden leken die hem martelden als kind: de poses kwamen overeen met wat desbetreffend familielid hem als jongen had aangedaan. Terwijl de medewerkers de foto´s als vernedering bedoelde, maakte de fotograaf (menend dat de meisjes al overleden waren) ze met bewerkingstechnieken mooi. Toen de medewerker hierachter kwam, onthulde hij zijn ware drijfveer aan de geschokte fotograaf, om hem vervolgens dood te slaan uit woede over het ´bezoedelen´ van zijn ´artistieke boodschap´. |            |                           |                      |                                         | |                   |  |
| 69 | 3          | Want                      | Frank Prinzi         | René Balcer Elizabeth Benjamin          | David Fonteno - rechercheur Wanstedt Neil Patrick Harris - John Tagman Shannon McGinnis - Amanda Norman Kristin Griffith - mrs. Norman Robert Sedgwick - Mike                                                                        | 10 oktober 2004   |  |
| Een vrouw wordt dood aangetroffen: haar kuitspier is verwijderd en er is een gaatje in haar schedel geboord. Een tweede vrouw wordt verward aangetroffen met eveneens een gaatje in haar schedel, waarin kokend water is gegoten. Na deze behandeling functioneert ze op het niveau van een peuter en herinnert haar eigen naam niet meer. Nadat Goren en Eames de seriemoordenaar John Tagman oppakken, die speciaal geïnteresseerd was in vrouwen, wordt al snel duidelijk dat hij de dader is, en ook vlees van de eerste vrouw had opgegeten. Hij was uitermate verlegen met vrouwen en hoopte ze middels deze primitieve vorm van lobotomie in levende poppen te veranderen die hem gezelschap konden houden, met wie hij kon knuffelen en seks hebben. Goren verrast zijn collega's met een gepassioneerd pleidooi om de dader geen doodstraf te geven. Hij wil de dader laten bekennen om zo diens leven te sparen, want hij ziet dat Tagman hoewel hij slechte dingen heeft gedaan geen slecht mens is en spijt heeft. Hij weet de dader zover te krijgen dat hij bekent uit gekmakende eenzaamheid en verlangen tot zijn daad te zijn gedreven. Hij wordt tot levenslang veroordeeld maar niet lang daarna vermoord door een medegevangene: Eames merkt cynisch op dat iedereen zijn zin krijgt. John Tagman is gebaseerd op Jeffrey Dahmer, die jonge mannen drogeerde, via een gat kokend water of zoutzuur in hun hersenen goot, ze doodde, en delen van hun vlees opat. |            |                           |                      |                                         | |                   |  |
| 70 | 4          | Great Barrier             | Frank Prinzi         | René Balcer Diana Son                   | Olivia d'Abo - Elizabeth Hitchens / Nicole Wallace Grace Hsu - Ella Miyazaki James Saito - mr. Miyazaki Jade Wu - mrs. Miyazaki Richard Joseph Paul - Gavin Haynes                                                                   | 17 oktober 2004   |  |
| Wanneer een juwelendief wordt vermoord gaan Goren en Eames op onderzoek uit. Het spoor leidt naar diens kompaan, de Japans-Amerikaanse Ella Miyazaki. Tot hun verrassing blijkt de verdachte en medeplichtige van het slachtoffer, Nicole Wallace, een oude bekende en tegenstander te zijn van de rechercheurs. Wanneer ze de persoonlijke en werkrelatie tussen de Ella Miyazaki en Nicole Wallace onderzoeken, ontdekken de rechercheurs een plan om Nicoles ex-man te vermoorden. Hij is de enige persoon die bewijs kan leveren van de eerste moord die Nicole gepleegd heeft. Ze weten die moord te verijdelen. Goren deduceert dat Nicole een relatie met Ella is aangegaan omdat Ella als surrogaat voor haar dochtertje dient, dat ze had verdronken omdat ze haar als rivale voor de aandacht van haar partner zag. Ella vallen de schellen van de ogen als Goren hiermee duidelijk maakt dat niemand in de buurt van Nicole veilig is. Ella wil samenwerken en een zendertje dragen maar dit wordt haar fataal als Nicole het zendertje ontdekt. Ze vermoordt Ella en verdwijnt; Goren weet zeker dat hij haar nog terug zal zien. |            |                           |                      |                                         | |                   |  |
| 71 | 5          | Eosphoros                 | Alex Zakrzewski      | René Balcer                             | Ross Haines - rechercheur Riascos Mara Hobel - April Callaway Tom Riis Farrell - Douglas Callaway Henry Stram - Wayne Callaway Rita Gardner - Eleanor Callaway Linda Powell - ms. Ramone                                             | 24 oktober 2004   |  |
| Een atheïste wordt vermoord gevonden en Goren en Eames gaan op onderzoek uit. De vrouw blijkt eerst ontvoerd te zijn en na het betalen van het losgeld werd zij alsnog vermoord. De rechercheurs komen erachter dat de misdaad gevoed werd door een honger naar sympathie, publiciteit en hebzucht, en dat de dader zich dicht bij huis bevindt. |            |                           |                      |                                         | |                   |  |
| 72 | 6          | In the Dark               | Alex Chapple         | René Balcer Jim Sterling                | Geoffrey Lewis - Butch Amelia Campbell - Vicki Hale Devin Ratray - Kenny Miles Paul Lazar - Donald Rosemary De Angelis - Melanie Rutanya Alda - Rose                                                                                 | 31 oktober 2004   |  |
| Nadat er verscheidene dakloze mensen worden vermoord gaan Goren en Eames op onderzoek uit. Het onderzoek leidt hen naar een serie van fraudezaken. Dit leidt hen weer naar een vrouw die zich in het beginstadium bevindt van dementie, en haar echtgenoot die bereid is tot het plegen van moord om zo zijn toewijding aan zijn vrouw te tonen. |            |                           |                      |                                         | |                   |  |
| 73 | 7          | Magnificat                | Frank Prinzi         | René Balcer Diana Son                   | Carrie Preston - Doreen Whitlock Sam Robards - Paul Whitlock Sebastian Vignone - Adam Whitlock Jack Metzger - Billy Whitlock Pamela Burrell - Leanne Colson Kenneth Kimmins - Bob Reedy                                              | 7 november 2004   |  |
| Wanneer er drie kinderen omkomen door een autobom gaan Goren en Eames op onderzoek uit. Zij verdenken al snel de vader van de kinderen en raken gefrustreerd dat de wet hen niet in staat stelt om hem te arresteren. De man mishandelde en onderdrukte zijn gezin en verwaarloosde zijn depressieve vrouw, wat haar aanzette tot diverse zelfmoordpogingen en uiteindelijk leidde tot de dood van zijn zoons. |            |                           |                      |                                         | |                   |  |
| 74 | 8          | Silver Lining             | Kevin Dowling        | René Balcer Marlane Meyer               | Callie Thorne - Sheila Bradley ViBruce Norris - Victor Burke Reno Roop - advocaat van Victor Burke Pamela Gray - Rebekah Todman David Harbour - Wesley John Kenderson Beth Dixon - mrs. Kenderson                                    | 14 november 2004  |  |
| Wanneer een taxateur van antiek dood wordt gevonden in het park gaan Goren en Eames op onderzoek uit. Zij verdenken een dief, gespecialiseerd in antiek zilver, van de moord en kunnen hem eindelijk oppakken met de hulp van zijn zwangere vrouw. |            |                           |                      |                                         | |                   |  |
| 75 | 9          | Inert Dwarf               | Alex Chapple         | René Balcer Warren Leight               | Marla Sucharetza - Joanna Manotti Ann Dowd - Laurie Manotti Austin Pendleton - John Manotti Anya Migdal - Mona Manotti Aasif Mandvi - Sateesh Danai Gurira - Marei Rosa Rumbidzai                                                    | 21 november 2004  |  |
| Wanneer een assistent van een wiskundige vermoord wordt gaan Goren en Eames op onderzoek uit. Zij komen uit bij een natuurkundige, die zijn toevlucht zocht in moord uit angst voor vernedering omdat hij een controversiële theorie in kwantummechanica niet kan bewijzen. |            |                           |                      |                                         | |                   |  |
| 76 | 10         | View from up Here         | Alex Chapple         | René Balcer Jim Sterling                | Adam Goldberg - Victor Garros Amy Redford - Maureen Garros Missy Doty - Anne Marie Kathleen Robertson - Darla Pearson A.D. Miles - Zach Reed Birney - Fred Martz                                                                     | 2 januari 2005    |  |
| Wanneer de voorzitter van de bewonersvereniging van een appartementencomplex wordt vermoord gaan Goren en Eames op onderzoek uit. Tijdens hun onderzoek komen zij bij een slecht gebouwd appartementencomplex en horen een gerucht over een affaire. Dan bekent een kinderjuffrouw de moord, zij verklaart gehandeld te hebben in opdracht van God. |            |                           |                      |                                         | |                   |  |
| 77 | 11         | Gone                      | Christopher Swartout | Stephanie Sengupta René Balcer          | Robert Carradine - David Blake / Roger Withers Michael Greyeyes - Sonny Brightbill Leslie Ayvazian - Ruth Stockton Peter Benson - Jeremy Stockton Amanda Loncar - Carly                                                              | 9 januari 2005    |  |
| Wanneer het lichaam van een vrouw in het afval wordt gevonden gaan Goren en Eames op onderzoek uit. Zij ontdekken dat het slachtoffer in de stad was om haar verloofde te bezoeken. De rechercheurs verdenken een paranoïde schaakgrootmeester van de moord, en nu moeten de rechercheurs hem nog laten bekennen. |            |                           |                      |                                         | |                   |  |
| 78 | 12         | Collective                | Frank Prinzi         | René Balcer Gerry Conway                | Jamie Harrold - Dorian Cavanaugh Jordan Gelber - Arnold Pierce Kim Director - Lori Purcell / Jocelyn Shapiro Shannon Burkett - Ronette Peter Y. Kim - Parker Chun                                                                    | 30 januari 2005   |  |
| Wanneer een oplichtster, die regelmatig nepbijeenkomsten bedacht, vermoord wordt gevonden gaan Goren en Eames op onderzoek uit. De reden van de moord kan alleen gevonden worden in een kleine club mensen waartoe het laatste slachtoffer van de oplichtster behoorde. |            |                           |                      |                                         | |                   |  |
| 79 | 13         | Stress Position           | Frank Prinzi         | René Balcer Warren Leight Charlie Rubin | Chris Noth - rechercheur Mike Logan Wayne Duvall - Kurt Plumm Myron Primes - Rollie Clay Joe Lisi - Warden Baum Arija Bareikis - verpleegster Gina Lowe Harvey Atkin - rechter Alan Ridenour                                         | 15 februari 2004  |  |
| Wanneer een gevangenisbewaker wordt vermoord gaan Goren en Eames op onderzoek uit. Tijdens hun onderzoek komen zij rechercheur Mike Logan tegen, die een relatie heeft met een verpleegster die in de betreffende gevangenis werkt. Logan helpt de rechercheurs met het onderzoek naar de gang van zaken in de gevangenis om zo de dader te vinden. |            |                           |                      |                                         | |                   |  |
| 80 | 14         | Sex Club                  | Alex Chapple         | René Balcer Elizabeth Benjamin          | Peter Bogdanovich - George Merritt Rosanna Arquette - Kay Connelly Matt Servitto - Jim Radcliff Kristina Apgar - Regan Myk Watford - Tim Holtzman Catherine Hickland - Lila Parsons / Lila Brown                                     | 20 februari 2005  |  |
| Het zwarte boekje, een agenda die in bezit was van de legendarische playboy George Merritt, wordt geveild. Niet lang daarna wordt de nieuwe eigenaar vermoord en Goren en Eames gaan op onderzoek uit. Al snel ontdekken zij dat iedereen dit boekje wilde hebben, en dat de mensen die erin staan vermeld het niet in de openbaarheid willen hebben. Verder onderzoek brengt de rechercheurs bij een senaatskandidaat, in het zwarte boekje stonden gegevens over zijn geheime bezoekjes aan seksclubs. |            |                           |                      |                                         | |                   |  |
| 81 | 15         | Death Roe                 | Rick Wallace         | René Balcer Warren Leight               | Chris Penn - Tommy Onerato Monica Keena - Beatrice Onorato Mailer Alex Burns - Joshua Mailer Daniel Oreskes - Duke Caldwell Stephanie Roth Haberle - mrs. Caldwell                                                                   | 13 maart 2005     |  |
| Nadat een culinaire verslaggever vermoord wordt gevonden, gaan Goren en Eames op onderzoek uit. Als eerste verdachte hebben zij Joshua Mailer op het oog, de chef-kok van het laatste restaurant waar de verslaggever had gegeten. Wanneer Mailer wordt vermist richt het onderzoek zich op zijn schoonvader, de eigenaar en chef-kok van een ander populair restaurant. |            |                           |                      |                                         | |                   |  |
| 82 | 16         | Ex Stasis                 | Bill L. Norton       | René Balcer Diana Son                   | Gregg Edelman - Boyce Wainwright Kate Goehring - Celise Wainwright Ron Orbach - Devon Gehry John Speredakos - Martin Nikos Jana Robbins - moeder van Vanessa Nikos                                                                   | 20 maart 2005     |  |
| Wanneer Vanessa Nikos wordt doodgeschoten gaan Goren en Eames op onderzoek uit. Hun onderzoek leert hun dat Nikos een paar jaar eerder een niertransplantatie had ondergaan. Eerst denken de rechercheurs dat Nikos is vermoord zodat haar organen opnieuw gebruikt konden worden, maar dan ontdekken zij dat haar dood in verband staat met haar nog levende nierdonor Boyce Wainwright. Wanneer de dader, die ook op een niertransplantatie wachtte, dood wordt gevonden beseffen de rechercheurs dat zij iets groots op het spoor zijn. |            |                           |                      |                                         | |                   |  |
| 83 | 17         | Shibboleth                | Darnell Martin       | Stephanie Sengupta René Balcer          | Paul Sparks - Keith Durbin Candy Buckley - Cheryl Durbin Yolonda Ross - Regina Alcarese Brian Delate - Adam Alacano Kevin Conway - Frank McNare                                                                                      | 27 maart 2005     |  |
| Phoebe Morton wordt vermoord terwijl zij verbonden is met een 9-1-1 telefoniste. Goren en Eames gaan op onderzoek uit en ontdekken dat deze moord overeenkomsten heeft met vijf andere moorden die gepleegd zijn door een moordenaar bekend als Body By Jake (B.B.J.). Verder onderzoek brengt hen bij Keith Durbin, een pas vrijgelaten gevangene, die een perfecte verdachte blijkt te zijn. Goren heeft toch zijn twijfels over Durbin, en denkt dat hij toch niet de dader is. Als zij meer overeenkomsten vinden in de eerdere moorden focussen zij hun onderzoek op een nieuwe verdachte, en beseffen dan dat Durbin de sleutel is voor de oplossing van de zaak. |            |                           |                      |                                         | |                   |  |
| 84 | 18         | The Good Child            | Jean de Segonzac     | Marlane Meyer René Balcer               | Melissa Leo - Maureen Curtis Gaby Hoffmann - Rachel Coburn / Burnett Lizbeth Mackay - Camille Coburn Michael Hobbs - Dennis Coburn / Meisner Deirdre O'Connell - Nina Lipton John Shea - Trevor Lipton                               | 3 april 2005      |  |
| Nadat Dennis en Camille Burnett vermoord in hun huis worden gevonden gaan Goren en Eames op onderzoek uit. Hun dochter Rachel overleeft als enige deze nachtmerrie. Omdat het gezin in een getuigenbeschermingsprogramma zaten, denken de rechercheurs dat de dader een connectie heeft met het misdrijf waardoor het gezin in dit programma zaten. Maar dan ontdekken de rechercheurs als snel dat de ouders niet de connectie waren, maar Rachel. Hun verdenking valt dan op de biologische ouders van Rachel, en de jaloerse vrouw van haar biologische vader. |            |                           |                      |                                         | |                   |  |
| 85 | 19         | Beast                     | Frank Prinzi         | Gina Gionfriddo René Balcer             | Katie MacNichol - Colleen Dexler Celia Weston - Joanne Dexler Elizabeth Hobgood - Lisa Vanston Ross Bronson Pinchot - dr. Greg Ross Nathan Dean - dr. Belkin                                                                         | 10 april 2005     |  |
| Wanneer Lisa Ross binnengebracht wordt op de spoedeisende hulp, met een chlooracne vergiftiging, gaan Goren en Eames op onderzoek uit. Zij verdenken op het eerste gezicht haar echtgenoot Greg, een bekende tandarts. Als Lisa sterft aan de vergiftiging wordt Greg nu verdacht van moord. Tijdens hun onderzoek horen de rechercheurs geruchten over Lisa's affaires, maar de doorbraak in hun onderzoek komt wanneer zij ontdekken dat Lisa niet de eerste vrouw is van Greg die aan deze vergiftiging stierf. |            |                           |                      |                                         | |                   |  |
| 86 | 20         | No Exit                   | Jean de Segonzac     | Gerry Conway René Balcer                | Darrell Hammond - Leonard Timmons Frank Girardeau - advocaat van Leonard Timmons Jason Antoon - mr. Smythe Susan Bigelow - mrs. Elverson Patrick Husted - Frank Elverson Arye Gross - Hubert Skoller Tara Greenway - Valerie Skoller | 1 mei 2005        |  |
| Wanneer vijf jongeren dood worden gevonden bij de spoorweg denken Goren en Eames op het eerste gezicht dat zij samen zelfmoord hebben gepleegd. Dan onthult hun onderzoek dat een van de slachtoffers niet vrijwillig deelnam aan de zelfmoord. Zij bekijken dan een website dat instructies geeft over hoe het plegen van zelfmoord. Het onderzoek leidt de rechercheurs dan naar een onopgeloste zelfmoord van een collega van het laatste slachtoffer, en een advocatenkantoor. |            |                           |                      |                                         | |                   |  |
| 87 | 21         | The Unblinking Eye        | Frank Prinzi         | Jim Sterling René Balcer                | Jeff Hephner - Michael Pike Pablo Schreiber - Ed Lang Kat Foster - Kelly West William Prael - advocaat van Kelly West Jicky Schnee - Dana Candon                                                                                     | 8 mei 2005        |  |
| Wanneer een jonge actrice wordt neergeschoten na een avond stappen met haar verloofde gaan Goren en Eames op onderzoek uit. Zij verdenken al snel een jongeman die een buitengewoon interesse had in de actrice en verloofde. De rechercheurs realiseren echter al snel dat er meer is in deze zaak dan dat zij nu zien. Een jaloerse en geobsedeerde ex-vriendin, een goede vriend die nooit doorbrak als acteur en een treurende verloofde die volgens de rechercheurs te perfect is. Dit besluit de rechercheurs om een andere weg in te slaan met hun onderzoek, een weg die de sleutel geeft om de waarheid over het nu en het verleden boven de tafel te krijgen. |            |                           |                      |                                         | |                   |  |
| 88 | 22         | My Good Name              | Alex Zakrzewski      | Warren Leight René Balcer               | Michael Rispoli - Frank Adair Elizabeth Keifer - Marie Adair Jenna Stern - Janice Steiner Roxanna Hope - Anya Czabo Dennis Paladino - rechercheur op plek misdaad Jerry Walsh - rechercheur Rachlif                                  | 15 mei 2005       |  |
| Wanneer het lichaam van Walter Czabo wordt gevonden ontdekken Goren en Eames dat het lichaam verplaatst is. Tevens ontdekken zij dat de vrouw van Czabo een affaire had met een voormalige politiechef, die een persoonlijke relatie heeft met James Deakins. De eventuele verdachten stapelen zich op, beginnend met Frank Adair en zijn controlerende uitgever. Maar zolang Deakins geen hard bewijs heeft voor andere verdachte moet hij, met tegenzin, achter de voormalige politiechef en politicus met lokale politieke macht aangaan. |            |                           |                      |                                         | |                   |  |
| 89 | 23         | False-Hearted Judges      | Jean de Segonzac     | Diana Son René Balcer                   | David Andrews - Lloyd Wilkes Jeremy Blackman - Eric Wilkes Susan Angelo - rechter Barton Seth Barrish - Will Barton Terry Beaver - rechter Freeman Mark Kenneth Smaltz - rechter Roland Thibodeaux                                   | 25 mei 2005       |  |
| Nadat er twee rechters in New York worden vermoord gaan Goren en Eames op onderzoek uit. Zij zien op het eerste gezicht geen verband tussen de twee rechters, de een was een familierechter en de ander was een appelrechter. Als zij dieper in het onderzoek gaan realiseren de rechercheurs dat de eerste verdachten een rookgordijn was, en dat er meerdere serieuze dreigingen aan kunnen komen. Verder onderzoek leidt hen naar een vader die in een voogdij gevecht verwikkeld is met de rechtbank, en wraak wilde nemen op de rechtsmacht. |            |                           |                      |                                         | |                   |  |